# Rota Vicentina
De Rota Vicentina is een langeafstandswandelpad in Portugal, dat langs de steile kust van de West-Algarve (Costa Vicentina) en van Zuidwest-Alentejo loopt. De Rota Vicentina bestaat uit twee takken, de historische weg (Caminho Histórico) en het visserspad (Trilho dos Pescadores). De takken lopen gedeeltelijk parallel of overlappen elkaar.
De historische weg (op de kaart groen aangegeven) loopt van Santiago do Cacém naar Kaap Sint-Vincent door het achterland van de Atlantische kust en is (zonder de zijtak naar Porto Covo) 217 km lang. Ze is gemarkeerd met wit-rode verfstrepen als GR-pad GR11 en valt samen met de Europese wandelroute E9. De route is verdeeld in elf dag-etappes en loopt over bospaden en door kleine steden en dorpen. Deze route is ook geschikt voor mountainbikers.
Het visserspad (op de kaart blauw aangegeven) loopt van Porto Covo naar Kaap Sint-Vincent en is (zonder de zijpaden) 165 km lang. Het loopt direct langs de steilkust door het Natuurpark Sudoeste Alentejano e Costa Vicentina en is gemarkeerd met groen-blauwe verfstrepen. De afstand tussen Porto Covo en Odeceixe is 75 km en verdeeld in vier dag-etappes. Vanaf Odeceixe valt het visserspad grotendeels samen met de historische weg (GR11/E9), met vijf zijpaden die direct langs de kust lopen. Het visserspad is moeilijk begaanbaar, omdat het deels uit onverharde zandpaden bestaat.